# Clarinbridge
Clarinbridge is een plaats in het Ierse graafschap Galway. De plaats aan de monding van de rivier de Clarin telt 173 inwoners.